# 1981年马来西亚
1980年代马来西亚: 1980年马来西亚 / 1981年马来西亚 / 1982年马来西亚 / 1983年马来西亚 / 1984年马来西亚 / 1985年马来西亚 / 1986年马来西亚 / 1987年马来西亚 / 1988年马来西亚 / 1989年马来西亚

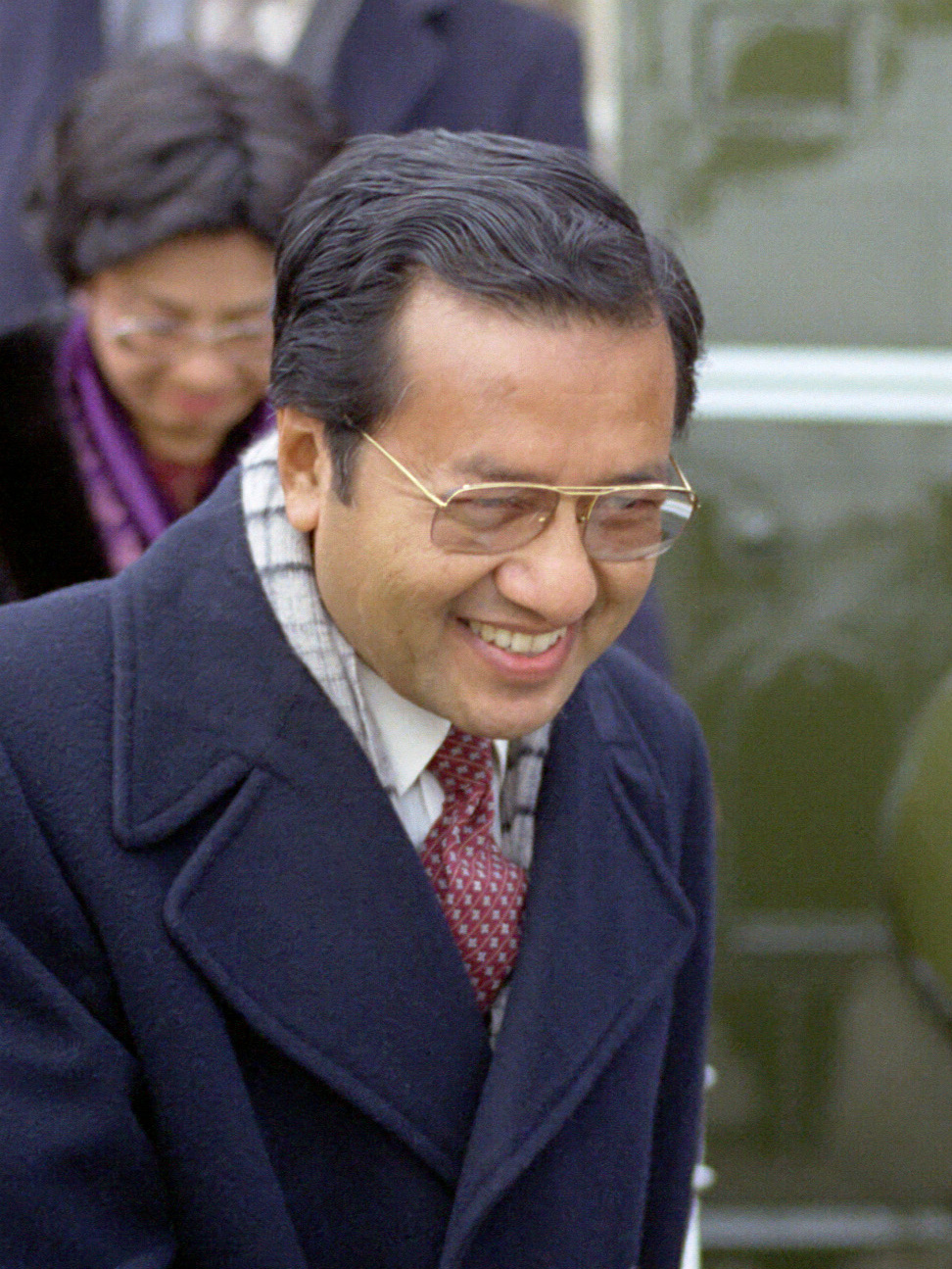
马哈迪·莫哈末于7月16日成为第四任首相

1981年是马来西亚独立日为24年，马来西亚日为18年。

## 大事纪

### 5月
- 5月10日：柔佛苏丹依斯迈驾崩，苏丹马末·依斯干达隔日继位[1]。
- 5月15日：副首相马哈迪指出，假如获提名的话他打算竞选巫统主席职[2]。

### 6月
- 6月11日：一代头号大盗莫达清（Botak Chin）被执行死刑[3]。

### 7月
- 7月16日：马哈迪接任马来西亚第四任首相[4]。他在国家皇宫从时任国家元首苏丹阿末沙手中接过委任书，并在代理首席大法官苏丹阿兹兰沙和政府首席秘书哈欣·阿曼的见证下宣誓就职[5]。
- 7月17日：马哈迪举行任相以来的首次报界招待会，要求国人给予他一年的宽限期，过后才评价他的政绩，接着称在内安法令下遭扣留的政治犯并没有被政府遗忘，他本人将检讨他们的案件[6]。
- 7月30日：兼任内政部长的副首相慕沙希淡宣布无条件释放二十一名政治拘留犯[6]。

### 8月
- 8月1日：前雪兰莪州务大臣哈仑获得联邦直辖区宽赦局减轻原判六年处监的刑期，提早出狱。
- 8月9日：中华人民共和国国务院总理赵紫阳率领20人代表团抵达吉隆坡，对马来西亚进行三天访问，在机场受到马哈迪的迎接[7]。马哈迪在议会大厦举行盛大宴会以招待赵紫阳[8]。
- 8月13日：马哈迪抵达印尼雅加达进行为期两天的正式访问。他在雅加达国际机场受到印尼总统苏哈托和内阁部长的接见。这是马哈迪就任首相以来的首次出访。
- 8月23日：马哈迪抵达泰国曼谷进行为期两天的正式访问，在机场受到泰国总理炳·廷素拉暖的迎接。
- 8月26日：马哈迪著作《马来人的困境》在副首相慕沙希淡提议下获得解禁[9]。

### 9月
- 9月19日：马哈迪在吉隆坡为马华大会主持开幕[6]。

### 10月
- 10月3日：马哈迪在槟城为国大党大会主持开幕[10]。
- 10月7日至10月11日：1981年羽毛球世界杯在吉隆坡国家体育馆举行[11]。
- 10月20日：马哈迪向外国投资者保证，马来西亚无意改变其投资政策[12]。

### 11月
- 11月16日：马哈迪对沙巴州进行首次访问[13]。
- 11月18日：吉隆坡希尔顿酒店举行了东盟-美国经济会议，马哈迪也出席该会议并发表致词[14]。

### 12月
- 12月4日：慕沙希淡在沙巴宣布，联邦政府计划在隔年年初统一东西马的时区[15]。
- 12月17日：马哈迪官访新加坡以加强两国关系[16]。

## 出生
- 1月3日：P·U·阿兹曼，演员
- 1月21日：艾尼·耶耶（英语：Mohd Amri Yahyah），足球运动员
- 2月6日：亚当·沙阿，演员
- 2月17日：菲克里·巴卡尔，演员
- 4月4日：阿敏·伊德里斯，电视主持人
- 5月5日：法里德·卡米尔（英语：Farid Kamil），演员
- 10月25日：珀瑾·依布拉欣（英语：Pekin Ibrahim），演员
- 11月11日：黄佩蒂，羽毛球运动员
- 11月29日：张栋梁，歌手

## 逝世
- 5月10日：苏丹依斯迈，柔佛苏丹[1]
- 6月11日：莫达清，1970年代头号大盗
- 7月8日：朱加·巴里恩，砂拉越政治家